# Старе Чарново (гміна)
Гміна Старе Чарново (пол. Gmina Stare Czarnowo) — сільська гміна у північно-західній Польщі. Належить до Ґрифінського повіту Західнопоморського воєводства.
Станом на 31 грудня 2011 у гміні проживало 3867 осіб.

## Територія
Згідно з даними за 2007 рік площа гміни становила 153.17 км², у тому числі:
- орні землі: 44.00%
- ліси: 44.00%

Таким чином, площа гміни становить 8.19% площі повіту.

## Населення
Станом на 31 грудня 2011:
| Опис     | Загалом | Загалом | Чоловіки | Чоловіки | Жінки | Жінки |
| -------- | ------- | ------- | -------- | -------- | ----- | ----- |
| одиниця  | осіб    | %       | осіб     | %        | осіб  | %     |
| все      | 3867    | 100     | 2008     | 51.93    | 1859  | 48.07 |
| міське   | 0       | 100     | 0        |          | 0     |       |
| сільське | 3867    | 100     | 2008     | 51.93    | 1859  | 48.07 |

## Сусідні гміни
Гміна Старе Чарново межує з такими гмінами: Беліце, Ґрифіно, Кобилянка, Пижице, Старґард-Щецинський.